# Opistognathus decorus
Opistognathus decorus is een straalvinnige vissensoort uit de familie van kaakvissen (Opistognathidae). De wetenschappelijke naam van de soort is voor het eerst geldig gepubliceerd in 1985 door Smith-Vaniz & Yoshino.